# アルベルト・フリードリヒ・シュヴァルツ

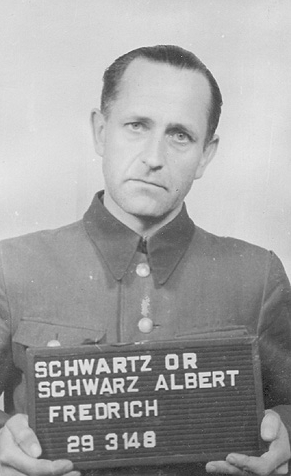
アルベルト・シュヴァルツ（1947年4月）

アルベルト・フリードリヒ・シュヴァルツ（Albert Fredrich Schwartz, 1905年5月11日 - 1984年7月5日）は、ドイツの軍人。ナチス・ドイツの時代に親衛隊(SS)に所属し、シュトゥットホーフ強制収容所の管理部長(Leiter der Standortverwaltung)や、ブーヘンヴァルト強制収容所の労働指導者(Arbeitseinsatzführer)などを務めた。最終階級は親衛隊大尉。

## 経歴
1905年、西プロイセンのシュヴァルツェナウ（Schwarzenau, 現ポーランド領ビスクピエツ）にて地主の息子として生を受け、ダンツィヒの商科学校で教育を受けた。1925年からダンツィヒ市貯蓄銀行(Stadtsparkasse Danzig)に就職。その後、彼はダンツィヒで大学院を卒業してハノーファーの貯蓄銀行専門校(Sparkassenfachschule)に進学し、1938年には貯蓄銀行査察官(Sparkasseninspektor)の職を得ている。1930年には国民社会主義ドイツ労働者党（NSDAP, ナチ党）に入党すると共に突撃隊(SA)に入隊。1931年にはSSに転属し、連隊付会計員として働いた。
1939年から1942年までダンツィヒの警察予備役(Polizeireserve)に所属し、ダンツィヒ警察長官が管理の責任を負う補助拘束収容所(Hilfsgefangenenlager)に勤務。1941年末までには身分を武装親衛隊に移しており、1942年には所長副官(Adjutant des Lagerkommandanten)としてシュトゥットホーフ強制収容所に赴任した。
1942年10月からフィリップ・グリムの後任としてブーヘンヴァルト強制収容所の労働指導者に就任し、1945年4月11日までこの職を務めた。彼の任務は収容者を適切な付属収容所に割り当てると共に宿舎や設備等の手配を行うことであった。
敗戦後、ハンス＝テオドール・シュミット、ハンス・メルバッハ、マックス・ショーベルト、アウグスト・ベンダー、オットー・バルネヴァルトなどの収容所職員と共に逮捕され、アメリカ軍管理下のバート・アイブリングの戦犯収容所に送られた。
シュヴァルツはダッハウ裁判の一環として開かれたブーヘンヴァルト主要裁判の中で裁かれた。1947年8月14日に収容所運営に十分な関与があったとして絞首刑が宣告されるが、その後終身刑に減刑されている。1954年5月14日にランツベルク戦犯収容所から解放される。その後は企業幹部として働き、1984年にアレンスベクにて死去した。